# Valentin De Vargas
Valentin de Vargas de son vrai nom Albert C. Schubert, né en 1935 à Albuquerque (Nouveau-Mexique) et mort le 10 juin 2013 à Tulsa (Oklahoma), est un acteur américain, notamment connu pour son rôle dans la La Soif du mal et Hatari !.

## Filmographie

### Comme acteur

#### Cinéma
- 1955 : Graine de violence (Blackboard Jungle) de Richard Brooks : étudiant latino (non crédité)
- 1956 : The Girl He Left Behind de David Butler : Diaz, l'opérateur radio (non crédité)
- 1957 : The Big Caper de Robert Stevens : le pompiste (non crédité)
- 1957 : 10 000 chambres à coucher (Ten Thousand Bedrooms) de Richard Thorpe : reporteur (non crédité)
- 1957 : Contrebande au Caire (Tip on a Dead Jockey) de Richard Thorpe : officer espagnol (non crédité)
- 1958 : Une fille qui promet (The Girl Most Likely) de Mitchell Leisen : jeune père (non crédité)
- 1958 : La Soif du mal (Touch of Evil) d'Orson Welles : Pancho
- 1960 : Les Sept Mercenaires (The Magnificent Seven) de John Sturges : Calvera Henchman (non crédité)
- 1962 : The Nun and the Sergeant (en) de Franklin Adreon : Rivas
- 1962 : Hatari ! d'Howard Hawks : Luis Francisco Garcia Lopez
- 1962 : The Firebrand (en) de Maury Dexter : Joaquin Murieta
- 1968 : Les Feux de l'enfer (Hellfighters) d'Andrew V. McLaglen : Amal Bokru
- 1974 : Mes amis les ours (The Bears and I) de Bernard McEveety : Sam Eagle Speaker
- 1976 : Treasure of Matecumbe de Vincent McEveety : Charlie
- 1985 : Fast Forward (en) de Sidney Poitier : M.C
- 1985 : Police fédérale Los Angeles (To Live and Die in L.A.) de William Friedkin : juge Filo Cedillo
- 1990 : Exiled in America de Paul Leder : Rene Castillo
- 1997 : Liens secrets (This World, Then the Fireworks) de Michael Oblowitz (en) : Mexican Doctor

#### Télévision
Téléfilms
- 1971 : They Call It Murder (en) de Walter Grauman : Alex Cordoba
- 1972 : Visions... de Lee H. Katzin : Steve Curtis
- 1973 : Incident on a Dark Street (en), téléfilm de Buzz Kulik : Ernesto De La Pina
- 1973 : Chase de Jack Webb : Joe Salazar
- 1974 : Calibre 38 (en) (The Gun) de John Badham : Frank
- 1976 : Perilous Voyage de William A. Graham : Colonel
- 1977 : Kit Carson et les montagnards (Kit Carson and the Mountain Men) : Tibor

Séries TV
- 1968 : Les Mystères de l'Ouest (The Wild Wild West), de Michael Garrison (série TV)
  - La Nuit de la Terreur ailée - 1re partie (The Night of the Winged Terror - Part 1), Saison 4 épisode 15, de Marvin J. Chomsky : Colonel Chaveros
  - La Nuit de la Terreur ailée - 2e partie (The Night of the Winged Terror - Part 2), Saison 4 épisode 16, de Marvin J. Chomsky : Colonel Chaveros

### Comme réalisateur
- 1972 : l'épisode The Lady Killer dans la série télévisée Banyon (en)